# Pedrinhas
Pedrinhas este un oraș în Sergipe (SE), Brazilia.